# Paul Hauman
Paul Charles Hauman, mieux connu en Norvège sous le nom de Poul Houmann, né le 13 août 1883 à Ixelles (Bruxelles) en Belgique et mort le 21 février 1978, est un footballeur international norvégien d'origine belge qui évoluait au poste de centre-avant.

## Biographie
Paul Hauman fut actif comme attaquant au début du XXe siècle dans plusieurs clubs bruxellois, dont entre autres le Skill FC et le Racing Club, ainsi qu'au Standard de Liège pour la majeure partie de sa carrière. Il vécut en Norvège de 1905 à 1908 et de 1910 à 1912 et y a joué pendant une période pour le Mercantile SFK (en).
En 1908, il dispute la toute première rencontre internationale de la Norvège face à la Suède à Göteborg (défaite, 11-3). Le Mercantile SFK, l'un des clubs phares de l'époque, aligne alors pas moins de neuf joueurs, dont Hauman, au poste de demi centre, alors que celui-ci est belge. Il aurait obtenu la nationalité norvégienne en un temps record dans le cadre du match. Il ne fut néanmoins pas très chanceux car il a dû quitter le terrain blessé au début de la seconde période, ce qui a notamment contribué à la lourde défaite de la Norvège car les remplacements de joueurs n'étaient pas encore permis en cours de jeu à l'époque.

## Palmarès

### En club
|  |  | Racing CB - Championnat de Belgique : - Vice-champion : 1905 |  | Mercantile SFK (en) - Championnat de Norvège du district d'Oslo (3) : - Champion : 1906, 1907 et 1908 - Coupe de Norvège (1) : - Vainqueur : 1907 |  | Standard de Liège - Championnat de Belgique de D2 (1) : - Champion : 1921 |